# Đảng Tự do Campuchia
Đảng Tự do Campuchia (CLP; tiếng Khmer: គណបក្សសេរីភាពកម្ពុជា) là một đảng phái chính trị Campuchia do nhà lập pháp kỳ cựu của Đảng Nhân dân Campuchia là Chea Chamroeun thành lập vào tháng 11 năm 2015. Hoàng thân Sisowath Chakrey Noukpol được bầu làm Chủ tịch đảng vào ngày 4 tháng 5 năm 2016.